# Enoplognatha maysanga
Enoplognatha maysanga là một loài nhện trong họ Theridiidae.
Loài này thuộc chi Enoplognatha. Enoplognatha maysanga được Alberto Barrion & James A. Litsinger miêu tả năm 1995.